# Neoepiscardia saskai
Neoepiscardia saskai är en fjärilsart som beskrevs av László Anthony Gozmány. Neoepiscardia saskai ingår i släktet Neoepiscardia och familjen äkta malar. Inga underarter finns listade i Catalogue of Life.